# Bodelschwinghkirche
 (Friedrich-von-) Bodelschwinghkirche ist der Name von evangelischen Gotteshäusern, die nach dem Theologen und Gründer der diakonischen Anstalten Bethel in Bielefeld, Friedrich von Bodelschwingh der Ältere, benannt worden sind.
Bekannte Bodelschwinghkirchen sind:
- Bodelschwinghkirche (Bielefeld)
- Bodelschwinghkirche (Hamburg)
- Bodelschwinghkirche (Hannover)
- Bodelschwinghkirche (Ledeburg)
- Friedrich-von-Bodelschwingh-Kirche (Lübeck)
- Bodelschwinghkirche (Wechte)